# 杜邦街
杜邦街是加拿大安大略省多倫多的一條東西向街道，與布魯亞西街平行。
濱岸購物中心是杜邦街唯一的購物中心，位於杜邦街和德化林街路口。

## 名稱
杜邦街以上加拿大書院學生佐治·杜邦·威士（George Dupont Wells）命名。多倫多還有許多其他街道以威士命名，包括威士街（Wells Street）及威士山（Wells Hill）。

## 路線概述
杜邦街西始登打士街，為Annette Street之延續。街道位於加拿大太平洋鐵路中城區軌道以南，與之平行（儘管有一些轉向），東至阿梵奴道。濱岸購物中心位於杜邦街夾德化林街的西南角，是杜邦街以及阿梵奴道以西及布魯亞街／丹佛路以北唯一的封閉式購物中心。然而，該購物中心於2019年底停業，並於2020年拆除重建。地鐵杜邦站位於杜邦街夾士巴丹拿道（Spadina Road）處。

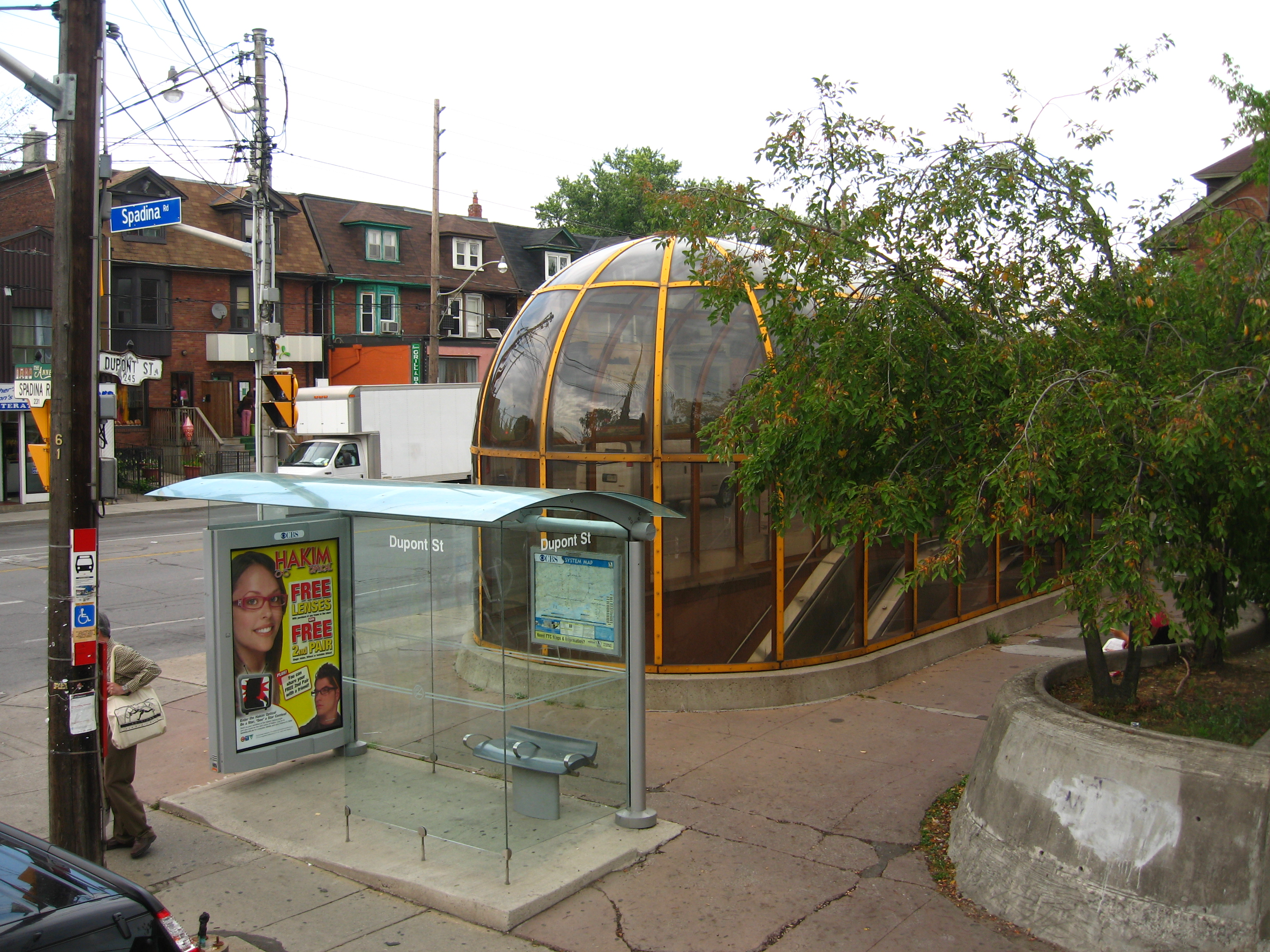
地鐵杜邦站西北口

### 書目
- Wise, Leonard; Gould, Allan. . Firefly Books. 2000. ISBN 1-55209-386-7.